# 联盟7K-LOK型

美国“阿波罗轨道器”和苏联“联盟7K-LOK号”月球轨道飞行器对比图

联盟7K-LOK号(Soyuz 7K-LOK)或简称LOK (羅馬化：Lunniy Orbitalny Korabl 意为“月球轨道飞行器”) 是前苏联一型与联盟7K-L1号并行开发，旨在将人类从地球发射到环月轨道的载人飞船。它属于苏联载人登月计划(N1-L3)的一部分，该计划还包括开发LK登月舱和N1运载火箭，而联盟7K-LOK号月球轨道飞行器主要作为LK登月舱的母船，搭载两名宇航员，并将其中一名宇航员降落到月球表面。

## 设计
同7K-OK号一样，7K-LOK号月球飞行器由椭球形轨道舱、“前灯”状下降舱和圆筒设备舱三大部分构成。与7K-OK相同，7K-LOK也能与另一艘航天器进行物理对接，但没有阿波罗飞船上所使用的转移通道，因此，宇航员必须穿着新型“克列切特”(Krechet)航天服(今天国际空间站上所用的奥兰航天服前身)通过太空行走，从7K-LOK的轨道舱进入LK着陆器。
7K-LOK号上另一项改变是取消了7K-OK号上所使用的太阳能电池板，替换成类似阿波罗飞船上所用的燃料电池。另一个特点是轨道舱上安装了一座“圆顶”，以便在着陆器从月面升空后，7K-LOK号上的宇航员可与之对接。7K-LOK号飞船与7K-L1号的下降舱一样，也加装有更厚的强化型隔热罩，可在重返地球时实施“跳跃式再入大气层”，这样联盟号就可以在苏联回收。
 

## 飞行
在前苏联短暂而不成功的载人登月计划中， 7K-LOK 号飞船仅进行过三次无人飞行。
 
- 其中一次是7K-LOK号模拟联盟7K-L1“探测”号航天器的改造型联盟7K-L1E，并以宇宙382号(代号：联盟 7K-L1E 第2号)的名义，在1970年12月2日由质子运载火箭成功发射到近地轨道。
- 其它二次任务发射均告失败：1971年6月26日的7K-LOK号 (联盟7K-L1E 第1号) 试飞和1972年11月23日测试在N1运载火箭后续飞行中操作安装在其顶部的模拟登陆舱。在这二次火箭失灵时，两艘航天器都被发射逃逸系统拽出并保存了下来。两次失败飞行中的逃逸系统后来再次发挥了作用，1983年，当联盟-U运载火箭发生类似故障时，逃逸系统及时牵引联盟-T-10a和机组宇航员逃离火箭，随后火箭在发射台上爆炸。N-1火箭的这前二次发射都未成功，第三次任务则是以，联盟7K-L1S型“探测器-M号”改装的7K-L1航天器代替了7K-LOK或7K-L1E，没有携带模拟登月舱，但在此次发射中，它们连同运载火箭一起被摧毁。
- 随后，为在1974年8月第五次发射改进型的N1火箭，准备了一套完整的L3月球考察综合设施，带有一艘可操作的环月轨道器(7K-LOK)和登月舱(LK)，用于不载人绕月和着陆任务(为将来的载人飞行做准备)。1974年5月苏联取消了载人登月计划(N1-L3)，决定集中精力发展空间站，在这一过程中取得了数项第一[2]。

## 后来的提议
俄罗斯与欧空局联合制定的“ACTS”(载人航天运输系统)登月任务是对美国宇航局星座计划的回应，并会看到联盟号飞船将承担与7K-LOK类似的角色，但使用的仍是目前联盟TMA的硬件(太阳能电池板、对接和传输系统等)。截止目前，这些计划实际却一无所获。 